# AK-105突击步枪
AK-105是一款由俄罗斯聯邦槍械製造商卡拉什尼科夫集團（俄語：Концерн „Калашников“，俄语罗马化：Kontsern Kalashnikova）所研製及生產的卡賓槍，是AK槍族成員之一。

## 歷史
1990年前後，俄羅斯軍隊需要填補部隊中AKS-74U卡賓槍的空缺。
因此，伊茨瑪希工廠承擔研製新武器的任務，開發出用於替換AKS-74U卡賓槍的AK-105。
在研製完成後，該槍開始有限地進入俄羅斯軍隊。2006年，AK-105正式服役。
除俄軍採用外，不少俄羅斯執法機關的特種部隊也有採用，目前正用於補充一部份正在俄羅斯陸軍服役中的AKS-74U卡賓槍的耗損空缺。

## 設計
AK-105是AK-74M突击步枪的縮短版本。
相比起AK-74M、AK-101和AK-103這些類似設計的全尺寸型步槍，AK-105、AK-102和AK-104和的明顯之處是縮短的槍管，使它們成為一種介乎於全尺寸型步槍和更緊湊的AKS-74U之間的中間型型號。
由於採用了能夠防震的現代化復合工程塑料部件，取代舊型號所採用的木製部件，這種步槍顯得十分輕巧，還可以防止各種惡劣的氣候以及生鏽和腐蝕。

### 彈藥
AK-105和AK-102、AK-104的設計上都非常相似，唯一的區別是口徑和相應的彈匣類型。AK-105發射的是5.45×39毫米苏联口徑（M74）步枪子彈。

### 擊發系統
AK-105具有314毫米（12.36英吋）的槍管與AKS-74U型「Krinkov」風格的槍口消焰／制退器，使槍機更暢順地循環。
由於其槍管長度比步槍為短，高壓火藥燃氣未能充分燃燒，而令逸散速度更快，難以讓新一發子彈上膛；「Krinkov」槍口制退器，用於吸收高壓火藥燃氣，以讓槍機能夠順利循環。

### 配件
使用者可透過在機匣左側的華沙條約導軌安裝各種俄式瞄準鏡；最新版本在機匣蓋上整合了皮卡汀尼導軌，讓使用者能夠直接裝上各種西式瞄準具。

## 衍生型

### AK-205
AK-205（前稱：AK-105M；M—俄语：Модернизированный；Modernizirovanniy；意為：現代化、改進型）是AK-105的現代化改進型，在當中導入了與AK-12發展相關的一些改進，於2017年推出、2018年改為現稱。
改進包括帶有MIL-STD-1913戰術導軌的剛性化機匣防塵蓋與護木、符合人體工程學的凹槽式手槍握把、新型可伸縮調節式管狀槍托、向下延伸而可單手操作的快慢機以及新型消焰器。原AK-105的大部分備件仍可與AK-205互換使用。

### 88式卡賓槍
北韓在88式的基礎上仿製AK-105，並採用複合材料製成的護木和握把、鳥籠式火帽、短彈夾和摺疊式槍托。

## 使用國
- 亞美尼亞
  - 亞美尼亞武裝部隊（英语：Armed Forces of Armenia）邊防機構
- - 亞塞拜然邊防部隊[5]
- 巴西
- 印度
- 纳米比亚
- 俄羅斯
  - 俄羅斯聯邦武裝力量
  - 俄罗斯联邦内务部[6][7]
  - 俄羅斯聯邦安全局[8][9]
  - 俄羅斯聯邦國家近衛軍
  - 俄羅斯聯邦警衛局
- - 特種部隊單位[10]
- 叙利亚
  - 敘利亞阿拉伯軍隊[11]
- 乌克兰
  - 烏克蘭軍隊
    - 2022年俄羅斯入侵烏克蘭期間自俄軍繳獲

## 流行文化

### 電子遊戲
- 2016年—《逃離塔科夫》：可更改槍口、槍管、槍托、握把、彈匣、瞄準器等配件。
- 2018年—《地面部隊》（Ground Branch）：包括裝上澤尼塔改裝部件的衍生型“AK-105 Alpha”。
- 2022年—：命名為“Kastov 545”，槍身所使用的塑料顔色為白色。空倉重新裝填時玩家角色會使用“伊拉克式換彈”。可通過武器客制化讓武器擁有接近AK-74突擊步槍（包括AKS-74及AK-74M的亞種及後續改進型號在内）的外观。

## 資料來源

## 外部連結
- （英文）—Milparade—Izhevsk Weapons Are Always Up-To-Date
- （英文）—The Firearm Blog.com—POTD: Feast your eyes on these modern Kalashnikov Rifles（页面存档备份，存于）
- （英文）—Zonawar.ru—Assault rifles АК 101, АК 102, АК 103, АК 104, АК 105
- （简体中文）—D Boy Gun World（槍炮世界）—AK-105短突击步枪（页面存档备份，存于）